# 铁铺镇
铁铺镇，是中华人民共和国广东省潮州市湘桥区下辖的一个乡镇级行政单位。
2013年6月28日，国务院批复同意广东省调整潮州市部分行政区划，将原潮安县的铁铺镇划归湘桥区管辖。2017年1月1日，潮州市人民政府将湘桥区铁铺镇委托凤泉湖高新技术产业开发区管辖。从2020年1月1日起，铁铺镇回归湘桥区管理，湘桥区人民政府原委托凤泉湖高新区管委会行使的区级经济和社会管理权限全部回收。凤泉湖高新区管委会不再管理铁铺镇经济和社会管理等事项。同时，潮州新区实行区园融合，委托湘桥区管理。

## 行政区划
铁铺镇下辖以下地区：
铁铺社区、坎下村、灰荣村、坑巷村、山后村、山前村、石丘头村、桂林村、溪美村、小溪村、西陇村、溪头村、五乡村、尚书村、巷口村、仙岩村、坑门村、八楼村、石板村、铺埔村、梅州板村、嫌水坑村、詹罗田村和大坑村。